# Al-Matariyya
al-Matariyya (arabiska: المطرية, al-Matarīyah) är en stad i Nildeltat i norra Egypten. Staden är en av de största i guvernementet ad-Daqahliyya och har cirka 120 000 invånare.